# Голям Чалтък
 Тази статия е за селото в Тракия.  За село Чалтък в Мала Азия вижте Чалтък.  
Голям Чалтък (на турски: Çeltik) е село в европейската част (Източна Тракия) на Турция, околия Силиврия, вилает Истанбул.

## География
Селото е разположено на 82 км западно от град Истанбул и на 18 км от околийския център Силиврия.

## История
Голям Чалтък присъства в статистиката на професор Любомир Милетич от 1912 г. като българско село, без по-подробна информация за жителите му.